# Bukik Gado Gado
Bukik Gado Gado is een bestuurslaag in het regentschap Padang van de provincie West-Sumatra, Indonesië. Bukik Gado Gado telt 1434 inwoners (volkstelling 2010).